# Lijst van nummer 1-hits in de XChart in 2012
Deze hits stonden in 2012 op nummer 1 in de XChart van FunX:
| Datum   | Artiest                            | Titel                 |
| ------- | ---------------------------------- | --------------------- |
| week 1  | Rihanna & Calvin Harris            | We Found Love         |
| week 2  | Michel Teló                        | Ai se eu te pego!     |
| week 3  | Michel Teló                        | Ai se eu te pego!     |
| week 4  | Michel Teló                        | Ai se eu te pego!     |
| week 5  | Michel Teló                        | Ai se eu te pego!     |
| week 6  | Michel Teló                        | Ai se eu te pego!     |
| week 7  | Michel Teló                        | Ai se eu te pego!     |
| week 8  | Michel Teló                        | Ai se eu te pego!     |
| week 9  | Michel Teló                        | Ai se eu te pego!     |
| week 10 | Michel Teló                        | Ai se eu te pego!     |
| week 11 | D.A.B. & Spikey Spike              | Ik ga door            |
| week 12 | D.A.B. & Spikey Spike              | Ik ga door            |
| week 13 | D.A.B. & Spikey Spike              | Ik ga door            |
| week 14 | D.A.B. & Spikey Spike              | Ik ga door            |
| week 15 | Ztreetzoldierz featuring Mixey     | Snoepje               |
| week 16 | Ztreetzoldierz featuring Mixey     | Snoepje               |
| week 17 | Ztreetzoldierz featuring Mixey     | Snoepje               |
| week 18 | Gusttavo Lima                      | Balada                |
| week 19 | Gusttavo Lima                      | Balada                |
| week 20 | Gusttavo Lima                      | Balada                |
| week 21 | Gio                                | Bonnie & Clyde        |
| week 22 | Gio                                | Bonnie & Clyde        |
| week 23 | Gio                                | Bonnie & Clyde        |
| week 24 | Gio                                | Bonnie & Clyde        |
| week 25 | Sexion d'Assaut                    | Avant qu'elle parte   |
| week 26 | Sexion d'Assaut                    | Avant qu'elle parte   |
| week 27 | Dashni Morad                       | I Am (Open your eyes) |
| week 28 | Dashni Morad                       | I Am (Open your eyes) |
| week 29 | Dashni Morad                       | I Am (Open your eyes) |
| week 30 | Dashni Morad                       | I Am (Open your eyes) |
| week 31 | Dashni Morad                       | I Am (Open your eyes) |
| week 32 | Dashni Morad                       | I Am (Open your eyes) |
| week 33 | Nino & Singa                       | Superheld             |
| week 34 | Nino & Singa                       | Superheld             |
| week 35 | Nino & Singa                       | Superheld             |
| week 36 | will.i.am & Eva Simons             | This Is Love          |
| week 37 | La Rouge feauturing Fouradi & Jayh | Yu tranga             |
| week 38 | La Rouge featuring Fouradi & Jayh  | Yu tranga             |
| week 39 | Permidos El Control                | Ghetto flow           |
| week 40 | Permidos El Control                | Ghetto flow           |
| week 41 | Permidos El Control                | Ghetto flow           |
| week 42 | Permidos El Control                | Ghetto flow           |
| week 43 | Julio Pimentel & Ecuzolano         | La La La              |
| week 44 | Julio Pimentel & Ecuzolano         | La La La              |
| week 45 | Julio Pimentel & Ecuzolano         | La La La              |
| week 46 | Julio Pimentel & Ecuzolano         | La La La              |
| week 47 | Julio Pimentel & Ecuzolano         | La La La              |
| week 48 | Kelly Rowland featuring Lil Wayne  | Ice                   |
| week 49 | Kelly Rowland featuring Lil Wayne  | Ice                   |
| week 50 | Rihanna                            | Diamonds              |